# Josip Cerk
Josip Cerk, slovenski profesor geografije in jamar, * 24. november 1881, Logatec, † 4. april 1912, Stol, Karavanke.

## Življenje in delo
Rodil se je očetu cariniku Jožefu in materi Ani (rojena Lekan). Gimnazijo je obiskoval v Ljubljani in Novem mestu ter od 1901 študiral geografijo na Dunaju. Leta 1907 nastopil službo v Ljubljani. Sodeloval je povsod, kjer so potrebovali njegovega bogatega znanja. Za zemljevid »slovenske zemlje«, ki ga je pozneje izdala Slovenska Matica, je obdelal Dolenjsko in za nameravano Jugoslovansko enciklopedijo izdelal seznam za Dolenjsko in Notranjsko. Ob ustanovitvi Društva za raziskovanje podzemskih jam (1910) se je pričel intenzivno ukvarjati s sistematičnim znanstvenim proučevanjem našega Krasa; dognati je hotel zlasti, ali se nahajajo na Krasu prave tekoče reke, ali pa smemo tod govoriti le o talni vodi, ki se preliva iz jame v jamo. V ta namen je zbiral gradivo za kataster kranjskih jam ter proučeval bogato jamsko literaturo. V Lzg (1911) je opisal brezno Marjanščico pri Predolah ter Žiglovico pri Ribnici, ki ju je obiskal, da bi dognal, ali spada Ribniško polje v porečje Krke ali Kolpe. Bil je tudi izvrsten fotograf, njegove fotografije so bile del raznih šolskih knjig in objavljene v strokovnih publikacijah (Planinski vestnik in drugod). Smrtno se je ponesrečil, ko je vodill sedmerico svojih dijakov na zasneženi Stol.